# Marek Czecharowski
Marek Mścisław Czecharowski (ur. 12 sierpnia 1947 w Warszawie) – polski prawnik, sędzia, w latach 1996–1997 podsekretarz stanu w Ministerstwie Sprawiedliwości.

## Życiorys
Ukończył studia na Wydziale Prawa i Administracji Uniwersytetu Warszawskiego. Odbył aplikację sądową, od 1974 orzekał jako asesor w Sądzie Powiatowym, a później sędzia Sądu Rejonowego, Wojewódzkiego i Apelacyjnego w Warszawie. Wyrokował w wielu medialnych sprawach (m.in. nieprawidłowości przy pracach nad ustawą medialną, związanych z tzw. aferą Rywina, zabójstwa Andrzeja Struja czy lustracji Bronisława Komorowskiego). Został też wykładowcą w Kolegium Prawa Akademii Leona Koźmińskiego w Warszawie.
Dwukrotnie delegowano go do Ministerstwa Sprawiedliwości, gdzie był wicedyrektorem i dyrektorem gabinetu ministra oraz kierował departamentem organizacji wymiaru sprawiedliwości. Od 1 lutego 1996 do 5 listopada 1997 pełnił funkcję podsekretarza stanu w tym resorcie. W 2017 przeszedł w stan spoczynku jako sędzia. Od 1973 należy do Zrzeszenia Prawników Polskich, sprawował funkcję jego sekretarza generalnego, wiceprezesa i dyrektora rady naukowo-programowej. Przez szereg lat pełnił funkcję szefa zarządu Fundacji Pomocy Ofiarom Przestępstw, zasiadał w Radzie ds. Pokrzywdzonych Przestępstwem przy ministrze sprawiedliwości.
Odznaczony Krzyżem Kawalerskim (1999) i Oficerskim (2005) Orderu Odrodzenia Polski.